# Bekwai (distrito)
Bekwai es un distrito de la región de Ashanti, Ghana. En septiembre de 2018 tenía una población estimada de 121 069 habitantes.
Se encuentra ubicado en el centro-sur del país, cerca de la ciudad de Kumasi, del lago Bosumtwi y al oeste del lago Volta. 